# Le Mesnil-Jourdain
 Le Mesnil-Jourdain  là một xã thuộc tỉnh Eure trong vùng Normandie miền bắc nước Pháp.